# Stalmeester
Een stalmeester is een functionaris die het beheer over de stallen, meestal die van een vorst, heeft. De functie was vaak erfelijk. Daar waar een vorst meerdere stallen bij evenzovele paleizen bezat werd ook een opperstalmeester aangesteld, in een aantal gevallen eveneens een erfelijke functie.

## Stalmeesters in Nederland

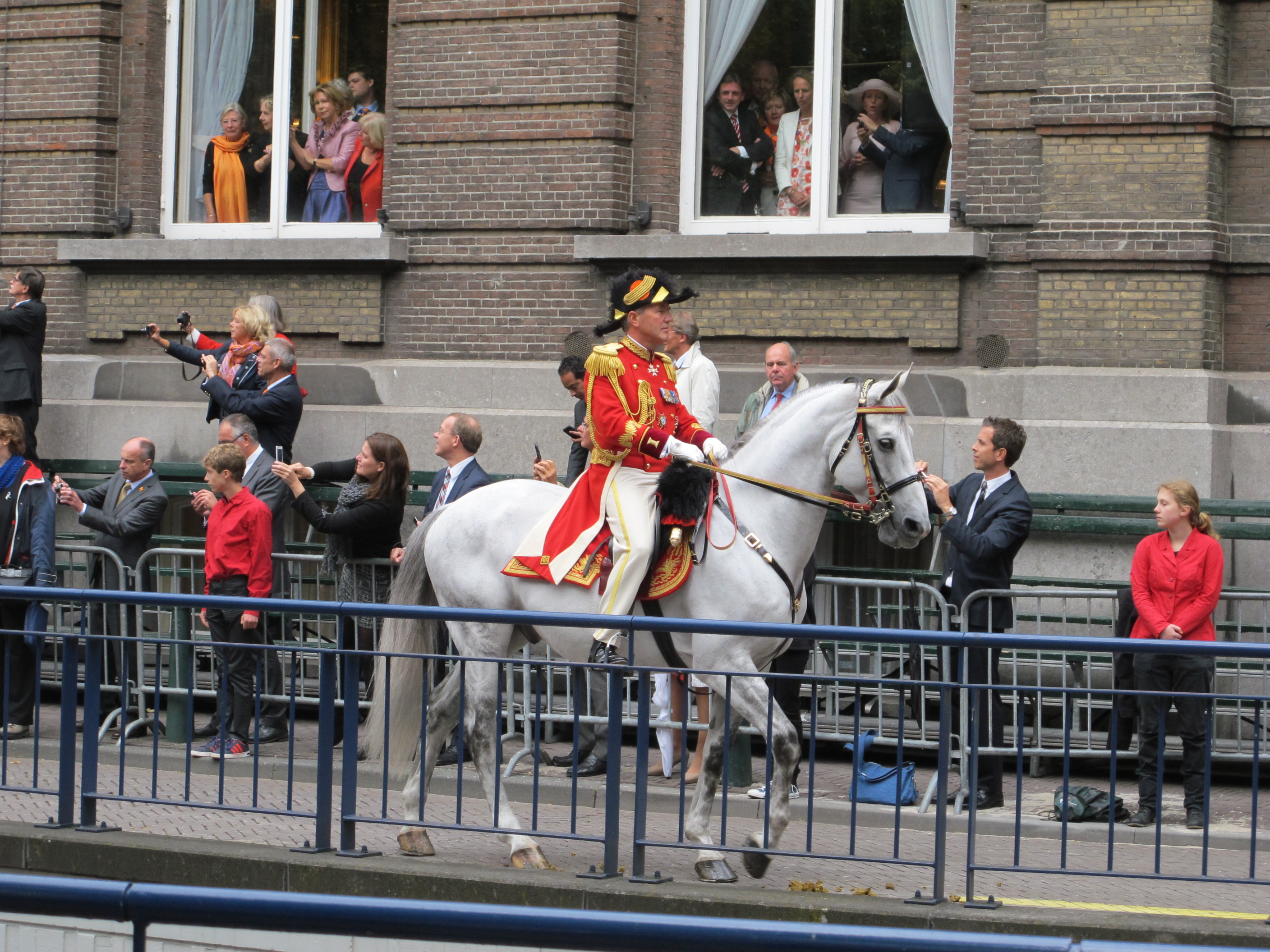
Stalmeester G. E. Wassenaar tijdens Prinsjesdag 2013

Het Nederlandse Koninklijk Huis bezat na 1815 stallencomplexen in Den Haag, Apeldoorn, Soestdijk, Brussel en Laken. Na de Belgische afscheiding bleven drie stallencomplexen en meerdere stalmeesters over. Een reorganisatie van de hofhouding zorgde ervoor dat er nu nog maar één centraal aangestuurde organisatie van de stallen (waaronder ook de auto's en alle vervoer waaronder ook vliegreizen) is overgebleven: het Koninklijk Staldepartement. De vroegere Opperstalmeester wordt daarom "Stalmeester" genoemd.
De Nederlandse stalmeester draagt bij officiële tochten met koetsen (zoals Prinsjesdag) het grootgalatenue, bestaande uit een gegaloneerde en geborduurde rode livrei met witte broek en bijbehorende steek. Zo is hij te onderscheiden van de in het blauw geklede koetsiers en palfreniers. De stalmeester reed tot 2011 op het paard van koningin Beatrix, de schimmel Benito, voor in de stoet mee. In 2012 ging het paard na 20 jaar dienst met pensioen.
De stalmeester leidt het Koninklijke Staldepartement, dat het vervoer van de leden van het Koninklijk Huis en de hofhouding per auto, rijtuig, paard, trein, boot, vliegtuig, bus of helikopter regelt. De Nederlandse stalmeester, Kolonel Hans Veenhuijzen, heeft net als zijn voorgangers een militaire achtergrond en was eerder al een aantal jaren adjudant van de Koning. 

### Het Staldepartement
Stalmeester verzorgt het vervoer van de leden van het Koninklijk Huis en de hofhouding. Het Staldepartement heeft zo'n 50 medewerkers en bestaat uit de volgende afdelingen:
- de Afdeling Garage voor de ongeveer dertig hofauto’s voor het vervoer van de leden van het Koninklijk Huis, gasten, hofhouding, paarden en bagage. Deze afdeling beschikt onder meer over de normale (geleasede) hofauto's, de koninklijke bus en de koninklijke trein. Het schip De Groene Draeck valt onder verantwoordelijkheid van de marine.
- de Afdeling Paarden en Rijtuigen voor de paarden en de koetsen die gebruikt worden voor ceremoniële en recreatieve doeleinden. Deze afdeling staat onder leiding van de Koetsier-majoor. Bekende rijtuigen zijn de Gouden Koets, de Glazen Koets, de Crème Caleche en de zes Gala Berlines.
- het Bureau Luchtvaartzaken voor de coördinatie van het luchttransport voor de leden van het Koninklijk Huis en de hofhouding. Daarvoor kunnen normale lijnvluchten, het regeringsvliegtuig en vliegtuigen en helikopters van de Koninklijke Luchtmacht worden ingezet.

### Bekende (opper)stalmeesters
Constant Adolph baron Bentinck (1848-1925) was opperstalmeester van koningin Wilhelmina.
Hij was getrouwd met gravin van Limburg Stirum en woonde in de Bankastraat 62. Hun zoon R.F.C. Bentinck (1877-1943) volgde hem op en woonde op Koningskade 12.
Een bekende opperstalmeester aan het Nederlandse hof was Freek Bischoff van Heemskerck, vereeuwigd in een sketch van Wim Sonneveld. Hij was 34 jaar lang stalmeester en diende onder drie koninginnen. Hij woonde in Wassenaar.
De vorige stalmeester was G. E. Wassenaar, Kolonel der Marechaussee. Hij heeft de functie ruim 25 jaar vervuld.

## Stalmeester in Frankrijk
De titel van de Opperstalmeester (Grand Écuyer) van Frankrijk, een van de zeven Grootofficieren van het Koninklijk Huis, was "Monsieur le Grand".